# Wa-22
Wa-22 — тральщик Імперського флоту Японії, який взяв участь у Другій світовій війні.
Корабель, який належав до допоміжних тральщиків типу Wa-1, спорудили у 1943 році на верфі компанії Namura Shipbuilding.
З жовтня 1943-го Wa-22 належав до сил, що забезпечували охорону протоки Кії (веде до Внутрішнього Японського моря між островами Хонсю та Сікоку). Тут він майже два роки ніс патрульну та ескортну службу.
27 грудня 1943-го Wa-22 провів атаку глибинними бомбами по ймовірній ворожій субмарині.
26 та 27 квітня 1944-го корабель безрезультатно скидав глибинні бомби в межах полювання на підводний човен, що потопив японський транспорт. 30 травня того ж року тральщик виходив до району потоплення транспорту «Шига-Мару» (Shiga Maru) та доповів про нові торпедні атаки.
5 та 15 вересня 1944-го і 25 лютого 1945-го Wa-22 знову атакував глибинними бомбами ймовірні субмарини.
13 травня 1945-го під час перебування в порту Осіма тральщик відкривав вогонь по ворожому літакові.
Корабель дочекався капітуляції Японії, а в жовтні 1947-го був переданий Китаю, де отримав найменування «Sao Lei 203». У 1952-му перейменований на Jiang Yi (YP-541) та ніс службу до 1968-го.